# Laupheim
Laupheim (pronunciación en alemán: /ˈlaʊ̯phaɪ̯m/ⓘ) es un municipio situado en el distrito de Biberach, en el estado federado de Baden-Wurtemberg (Alemania), con una población a finales de 2016 de unos 21 742 habitantes.
Se encuentra ubicado al este del estado, en la región de Tubinga, sobre la sierra Jura de Suabia, al sur del río Danubio y al oeste del río Iller —un afluente derecho del anterior—, que lo separa del estado de Baviera. La localidad está muy cerca de la ciudad de Ulm.

## Personajes ilustres
Gretel Bergmann (1914-2017), atleta judía 